# Brad Scott
Pour les articles homonymes, voir Scott.
 (août 2011).
Brad Scott (ou Bradney Scott) est un bassiste, arrangeur, compositeur et interprète anglais, né le 27 mars 1960 et mort le 3 avril 2024.

## Biographie
Après une solide formation de musique classique, il se noie dans le punk à 15 ans. Son adolescence le plonge dans l'univers du glam rock.
En 1985, il quitte Londres pour rejoindre la scène française. Enfin à Paris, il joue avec Renaud puis avec Arthur H. Brad Scott compose pour Arthur et sur scène il chante Léo Ferré ou des classiques comme " Le premier pas ".
Il accompagne ensuite Alain Bashung dans sa Tournée des Grands Espaces, puis Jacques Higelin. Parallèlement, il fit partie de l'Ukulélé Club de Paris dont il est l'un des membres fondateurs et crée le " Serge Gainsbourg Experience “ dans lequel il a le rôle de chanteur.

## Brad Scott1er
Après ce long chemin, c'est seulement en 2011 qu'il sort, en tant que chanteur, "Brad Scott 1er", suivi de l'album " Au bord d'elles"(février 2013) qui comprend -entre autres- le titre "Pif, paf, pouffes".

## Discographie

### Chanteur
- 1990 - Arthur H (Vinyl, Album, Pri) - Polydor

- 1993 - Arthur H Et Le Bachibouzouk Band - En Chair Et En Os (CD) - Polydor

- 1997 - Arthur H - Fête Trouble [En Concert] (CD, Album, Dig) - Polydor

- 2002 - Ukulélé Club De Paris - Manuia! (CD) - EmArcy

### Instrumentiste
- 1990 - Arthur H (Vinyl, Album, Pri) - Polydor

- 1991 - Arthur H - Cool Jazz (Remix) - Polydor

- 1992 - Arthur H - Bachibouzouk (CD, Album) - Polydor

- 1993 - Arthur H Et Le Bachibouzouk Band - En Chair Et En Os (CD) - Polydor

- 1996 - Arthur H - Trouble Fête - Polydor

- 1997 - Arthur H - Fête Trouble [En Concert] (CD, Album, Dig) - Polydor

- 1998 - L'Eau À La Bouche (as Bradney Scott)

Various - Gainsbourg Tribute '95 (CD, Album, Comp)- Nippon Columbia
- 1999 - Arthur H - B.O.F Inséparables (CD, Album) - Polydor

- 2000 - Arthur H - Pour Madame X - Polydor

- 2002 - Ukulélé Club De Paris - Manuia! (CD) - EmArcy

- 2003 - Arthur H - Négresse Blanche -	Polydor

- 2003 - 24 Heures

Palix - Film (CD, Album) - Signature / Radio France
- 2004 - Alain Bashung - La Tournée Des Grands Espaces - Barclay

- 2005 - Le Sud

Various - On Dirait Nino (CD, Album, Comp, Dig)	 - Universal Music (France)
- 2005 - Adieu Tristesse

Arthur H - Adieu Tristesse (CD, Album, Dig + DVD, PAL, Ltd)	Polydor
- 2007 - Jacques Higelin - En Plein Bataclan (2xDVD)	Capitol Music, Odeon

### Compositeur et arrangeur
- 1990 - Arthur H (Vinyl, Album, Pri) - Polydor

- 1992 - Nao Faz Mal

Arthur H - Bachibouzouk (CD, Album) - Polydor
- 1993 - Cool Jazz

Arthur H Et Le Bachibouzouk Band - En Chair Et En Os (CD) - Polydor	
- 1997 - John La Reine Des Pommes and 8 more…

Arthur H - Fête Trouble [En Concert] (CD, Album, Dig) - Polydor